# هند بنت عوف بن زهير
هند بنت عوف بن زهير صحابية، وتسمى أكرم عجوز على الأرض أصهاراً. 

## نسبها
- أبوها : عوف بن زهير بن حماطة بن جرش بن أسلم بن زيد بن سهل بن عمرو بن قيس بن معاوية بن جشم بن عبد شمس بن وائل بن الغوث بن قطن بن عريب بن زهير بن الغوث بن أيمن بن الهميسع بن حمير بن سبأ بن يشجب بن يعرب بن قحطان.

## أكرم عجوز على الأرض أصهاراً
تزوجت خزيمة بن الحارث بن عبد الله بن عمرو بن عبد مناف بن هلال بن عامر بن صعصعة بن معاوية بن بكر بن هوازن بن منصور بن عكرمة بن خصفة بن قيس عيلان بن مضر بن نزار بن معد بن عدنان. وولدت له:
- أم المؤمنين زينب بنت خزيمة، تزوجها رسول الله صلى الله عليه وسلم عام 3هـ ماتت عنده ولم تلد له.

وتزوجت الحارث بن حزن بن بجير بن هزم بن رويبة بن عبد الله بن هلال بن عامر بن صعصعة بن معاوية بن بكر بن هوازن بن منصور بن عكرمة بن خصفة بن قيس عيلان بن مضر بن نزار بن معد بن عدنان. وولدت له:
- أم المؤمنين ميمونة بنت الحارث، تزوجها رسول الله صلى الله عليه وسلم عام 7هـ ولم تلد له.
- أم الفضل لبابة الكبرى، تزوجها العباس بن عبد المطلب زمن البعثة، وولدت له: الفضل وعبد الله وعبيد الله وقثم ومعبد وأم حبيب.
- لبابة الصغرى، تزوجها الوليد بن المغيرة المخزومي في الجاهلية، وولدت له: خالد بن الوليد.

وتزوجت عميس بن معد بن الحارث بن تيم بن كعب بن مالك بن قحافة بن عامر بن ربيعة بن عامر بن سعد بن مالك بن بشر بن وهب بن شهران بن عفرس بن حلف بن خثعم بن أنمار بن إراش بن عمرو بن الغوث بن نبت بن مالك بن زيد بن كهلان بن سبأ بن يشجب بن يعرب بن قحطان. وولدت له:
- أسماء بنت عميس، تزوجت من جعفر بن أبي طالب قبل الإسلام وولدت له: عبد الله ومحمد وعون، ثم تزوجها أبي بكر الصديق عام 8هـ وولدت له: محمد. ثم تزوجها علي بن أبي طالب عام 13هـ وولدت له: يحيى.
- سلمى بنت عميس، تزوجها حمزة بن عبد المطلب قبل الإسلام وولدت له: أمامة.